# Hrere
Hrere (ḥrr.t, „virág”) ókori egyiptomi hölgy volt a XX. dinasztia végén, a XXI. dinasztia elején; a thébai Ámon-főpapi család tagja. Bár életében befolyásos lehetett, személyéről nem sokat tudni. Valószínűleg Ámon főpapja, Pianh felesége volt, de az is lehet, hogy Amenhotep főpap felesége.

## Családi kapcsolatai
Egyetlen teljes bizonyossággal ismert rokoni kapcsolata a lányához, Nedzsmethez fűzi, akinek múmiáját és temetkezési kellékeit Dejr el-Bahariban, a DB320 rejtekhelyen találták meg. A múmia mellől előkerült a Halottak Könyve két, papiruszra írt példánya, ezek egyikén (BM 10490 papirusz, ma a British Museum gyűjteményében) szerepel „a király anyja, Nedzsmet, a király anyjának, Hrerének a leánya”. Nedzsmet neve kártusba írva szerepel, anyjáé nem. Mivel Nedzsmet nagy valószínűséggel Herihór, a királyi címeket is használó Ámon-főpap és de facto fáraó felesége volt, Hrere címét gyakran úgy értelmezik, hogy „a király anyósa”, bár egy másik címe, „az Erős Bika szülője” arra utal, egy uralkodó vér szerinti anyja lehetett.
Egy újabb feltevés szerint lehetséges, hogy két Nedzsmet nevű királyné létezett, és a DB320-ban talált múmia Herihórnak nem a feleségéé, hanem az anyjáé. Bár az bizonyított, hogy Herihór feleségét is Nedzsmetnek hívták (ezt már Champollion felismerte), Édouard Naville 1878-ban már felvetette, hogy Herihór anyját is így hívhatták. Ezt arra alapozta, hogy annak ellenére, hogy a múmia mellett talált másik papiruszon (BM 10541) Herihór is szerepel, Nedzsmetet egyik papiruszán nem nevezik meg „a király felesége”-ként, mindenhol „a király anyja” címet viseli, mintha ez lenne az egyetlen releváns címe Herihórral kapcsolatban. A XX.-XXI. dinasztia közti átmenet idején az uralkodócsaládban igen gyakoriak voltak az ismétlődő nevek, így az önmagában nem lehetetlen, hogy Herihór feleségét ugyanúgy hívják, mint az anyját. Ebben az esetben Hrere nem Herihór anyósa volt, hanem a nagyanyja, és lehetett Pianh vagy Amenhotep főpap felesége is.
Az ún. későramesszida levelek egyike, a 2. levél – melyet Thotmesz, a nekropolisz írnoka írt –, megemlíti, hogy Hrere Elephantinéban járt Pianh egyik hadjárata idején. Pianhot ekkoriban Herihór utódjának tartották, és mivel ebből úgy tűnt, hogy nagyanyja kísérte el egy veszélyes hadjárat első szakaszára, M. Bierbrier felvetette, hogy létezhetett egy ifjabb Hrere is, Nedzsmet lánya, aki Pianhhoz ment feleségül. Karl Jansen-Winkeln elmélete alapján azonban úgy tűnik, Pianh Herihór elődje volt a főpapi székben, így Hrere Pianh felesége és Herihór anyósa volt, „az Erős Bika szülője” pedig arra utal, hogy a fia volt I. Pinedzsem főpap, aki pályafutása során szinte uralkodói státuszt ért el.
A luxori templomban egy graffitón említik Pianh feleségének nevét, de csak nyomokban maradt fenn, és nem lehet eldönteni, hogy a h vagy a nedzs jel szerepel az elején (a két hieroglifa hasonlít). Ebből következhet az is, hogy Pianh felesége Hrere, lánya Nedzsmet, veje pedig Herihór volt, de az is, hogy Pianh felesége Nedzsmet, anyósa Hrere, apósa talán Amenhotep.

## Bibliográfia
- E. A. Wallis Budge, Facsimiles of the Papyri of Hunefer, Anhai, Kerasher and Netchemet, London 1899
- Kenneth Kitchen, The Third Intermediate Period in Egypt (1100–650 BC), 1996, Aris & Phillips Limited, Warminster, ISBN 0-85668-298-5.
- Jeremy Goldberg, Was Piankh the son of Herihor after all?, GM 174 (2000), 49-58
- John Taylor, Nodjmet, Payankh and Herihor: The end of the New Kingdom reconsidered, in Christopher J. Eyre (ed), Proceedings of the Seventh International Congress of Egyptologists, Leuven 1998, 1143-1155
- Ad Thijs, "Two Books for One Lady, The mother of Herihor rediscovered, GM 163 (1998), 101-110
- Ad Thijs, Nodjmet A, Daughter of Amenhotep, Wife of Piankh and Mother of Herihor, Zeitschrift für Ägyptische Sprache und Altertumskunde 140 (2013), 54-69.
- Edward F. Wente: Late Ramesside Letters, Chicago 1967 [SAOC 33]
- Edward F. Wente: Letters from Ancient Egypt, Atlanta 1990.

## Fordítás
- Ez a szócikk részben vagy egészben  a   Hrere című angol Wikipédia-szócikk ezen változatának fordításán alapul.  Az eredeti cikk szerkesztőit annak laptörténete sorolja fel. Ez a jelzés csupán a megfogalmazás eredetét és a szerzői jogokat jelzi, nem szolgál a cikkben szereplő információk forrásmegjelöléseként.